# Трактат про принципи людського знання
«Трактат про принципи людського знання» (англ. A Treatise Concerning the Principles of Human Knowledge) — праця ірландського філософа Джорджа Берклі (1685-1753), вперше опублікована в Дубліні в 1710 році.
За життя автора, через обмежений успіх, цей трактат був перевиданий лише один раз у 1734 році з деякими редагуваннями. Після смерті Берклі текст "Принципів" був опублікований двома окремими виданнями. Перше, 1776 року, в якому текст супроводжується коментарями й спростуваннями прихильника Джона Локка. Другий, через століття, у 1878 році, був представлений прихильником імматеріалізму Українською книга ніколи не видавалася та навіть не була перекладана.

## Зміст
Зазначена робота організована навколо викладу і демонстрації імматеріалістичної тези (узагальненої формулою Esse est percipi aut percipere), надаючи достатньо місця для різноманітних заперечень різних філософських тез, імпліцитно чи експліцитно висловлених у той час (зокрема, Локка). Так, у тексті в лаконічній формі перших 33 абзаців достатньо для викладення тези, далі з 33 по 85 абзаци йде серія з 13 можливих заперечень, а також їх спростування, а остання частина, аж до 135 абзацу, присвячена наслідкам вчення про ідеї та інтелект.
Робота парадоксальна, на перший погляд, через що її спершу сприйняли як жарт. Однак щільний і чіткий характер вмісту книги матиме глибокий вплив на англосаксонських філософів, які впізнають себе в її аналізі філософії мови. 